# Srbski Klanac
Srbski Klanac (serbisch-kyrillisch Србски Кланац) ist ein befahrbarer Gebirgspass in der historischen Region der Lika im heutigen Kroatien. Er befindet sich auf einer Höhe von 739 Metern über der Adria. Er verbindet die nächstgrößere Stadt der Lika Gračac mit dem Binnenland über die Straße 218 Gračac – Otrić – Srb. Der Pass selbst hat auf einer Länge von etwa zwei bis drei Kilometern drei Serpentinen.
Im Zweiten Weltkrieg war der Pass ein wichtiger strategischer umkämpfter Punkt, da er die schnellste Verbindung von der Küste der Adria ins Binnenland in Richtung Westbosnien und Bihać ist.